# Fehrbellin
Fehrbellin è un comune di 9 049 abitanti del Brandeburgo, in Germania.
Appartenente al circondario (Landkreis) dell'Ostprignitz-Ruppin (targa OPR), Fehrbellin è nota per l'omonima battaglia del 1675.

## Società

### Evoluzione demografica
- Sviluppo della popolazione dal 1875 entro gli attuali confini (Linea Blu: Popolazione; Linea puntata: Confronto dello sviluppo della popolazione dello Stato del Brandenburgo; Sfondo grigio: Ai tempi del governo nazista; Sfondo rosso: Al tempo del governo comunista)
- Sviluppo recente della popolazione (Linea blu) e previsioni

| Anno | Abitanti |
| ---- | -------- |
| 1875 | 12 109   |
| 1890 | 11 107   |
| 1910 | 9 758    |
| 1925 | 10 121   |
| 1939 | 10 271   |
| 1950 | 15 639   |
| 1964 | 11 807   |

| Anno | Abitanti |
| ---- | -------- |
| 1971 | 11 582   |
| 1981 | 10 369   |
| 1985 | 10 163   |
| 1990 | 9 863    |
| 1995 | 9 618    |
| 2000 | 9 718    |
| 2005 | 9 278    |

| Anno | Abitanti |
| ---- | -------- |
| 2010 | 8 771    |
| 2015 | 8 829    |
| 2016 | 8 849    |
| 2017 | 8 886    |
| 2018 | 8 948    |
| 2019 | 8 943    |
| 2020 | 8 971    |

Fonti dei dati sono nel dettaglio nelle Wikimedia Commons..

## Geografia antropica
Il comune di Fehrbellin si divide nelle seguenti frazioni (Ortsteil):
- Betzin
- Brunne
- Dechtow
- Deutschhof (con le località di Dreibrück, Kuhhorst e Ribbeckshorst)
- Stadt Fehrbellin
- Hakenberg
- Karwesee
- Königshorst (con le località di Lobeofsund, Mangelshorst, Nordhof, Sandhorst, Fredenhorst e Seelenhorst)
- Langen (con la località di Dammkrug)
- Lentzke
- Linum
- Manker
- Protzen
- Tarmow
- Walchow
- Wall
- Wustrau-Altfriesack (con le località di Wustrau, Altfriesack e Zietenhorst)

## Amministrazione

### Gemellaggi
Fehrbellin intrattiene "rapporti d'amicizia" (Städtefreundschaft) con:
- Dülmen, dal 1990